# Alvinellidae

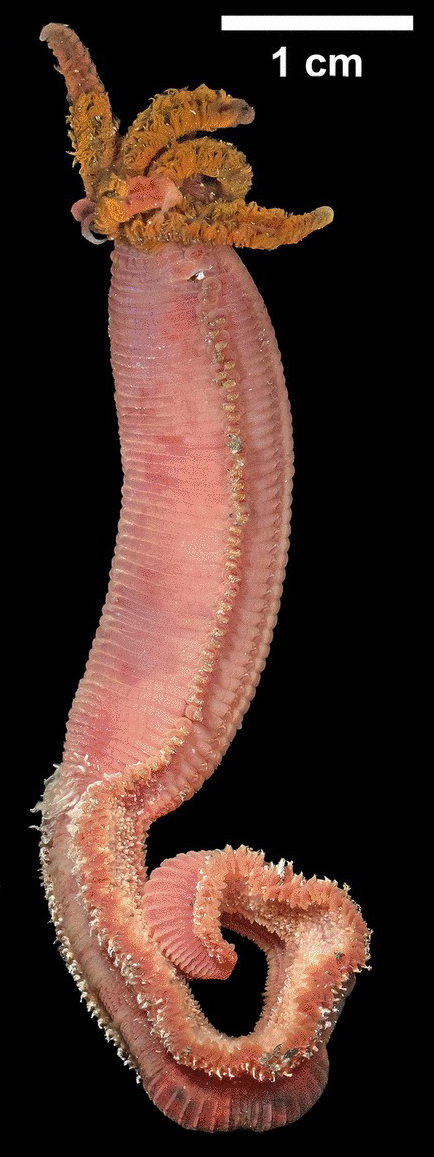
Alvinella caudata

Alvinellidae (лат.) — семейство кольчатых червей отряда Terebellida из подкласса Sedentaria класса многощетинковых. Известно 2 рода. Экстремофилы, живущие около глубоководных горячих гидротермальных источников («чёрные курильщики»).

## История открытия и этимология
В 1980 году французские зоологи Даниэль Дебрюйер и Люсьен Лаубье описали новый вид Alvinella pompejana, новый род Alvinella (с одним видом) и новое подсемейство Alvinellinae (с одним родом). Новая фауна была обнаружена годом ранее (1979) на глубине 2 600 метров во время американской глубоководной экспедиции к гидротермальным источникам около Галапагосских островов с помощью подводного пилотируемого аппарата «Алвин» (DSV-2 Alvin). В 1977 году «Алвин» впервые обнаружил так называемые «чёрные курильщики». Название Alvinella было образовано от названия этого подводного аппарата. В 1986 году подсемейство Alvinellinae утратило свою приемлемость и было заменено более высоким рангом семейства Alvinellidae.

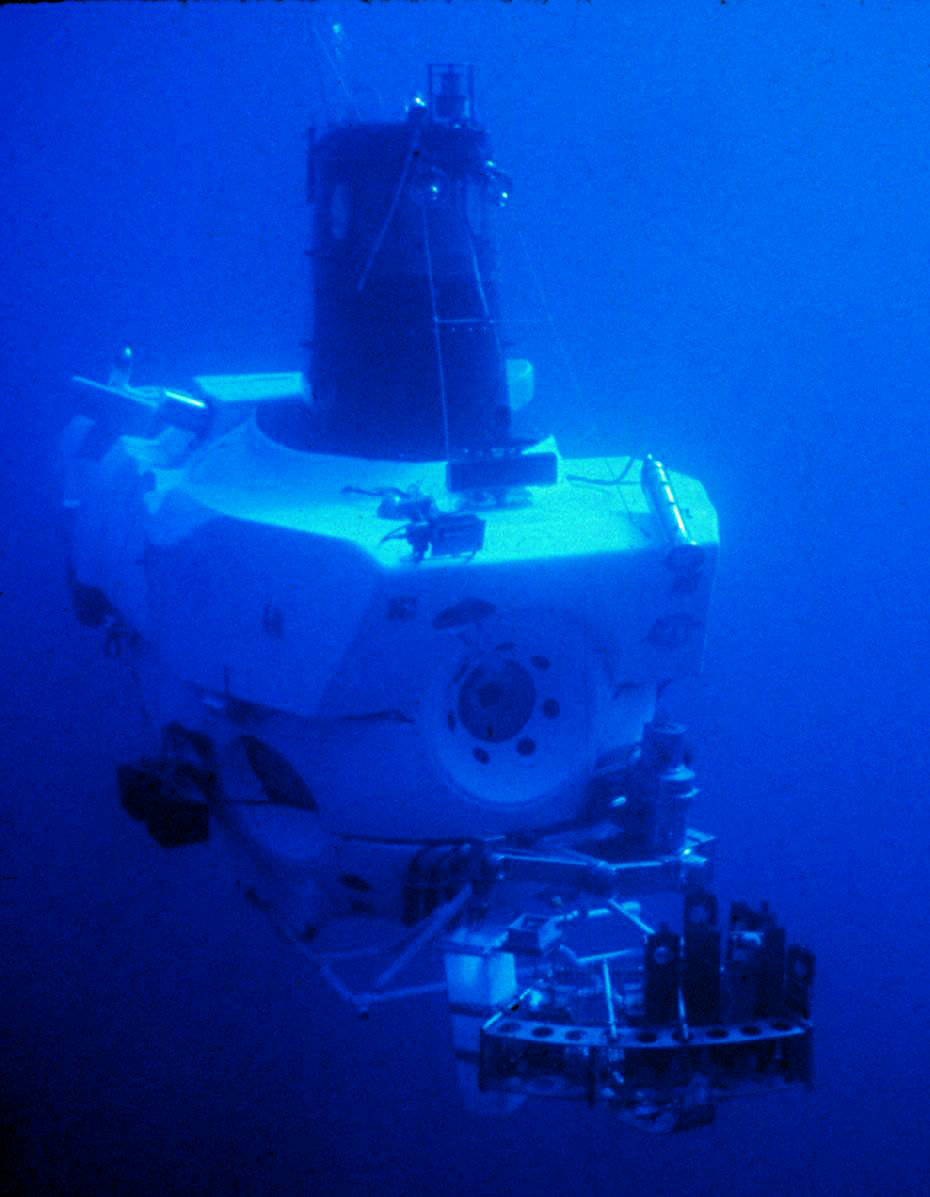
«Алвин»

## Описание
Крупные морские многощетинковые черви. Регионализация тела отсутствует, параподии сходны по положению и основному строению на всем протяжении; шипы присутствуют на передних нотоподиях. 
Представители семейства связаны с глубоководными гидротермальными источниками, обитают в трубчатых структурах. Например, экстремофильные виды Alvinella pompejana и Paralvinella sulfincola обитают на глубинах приблизительно в 2 километрах в Тихом океане вблизи с горячими источниками при температуре окружающей воды от 50 до 100  °C.

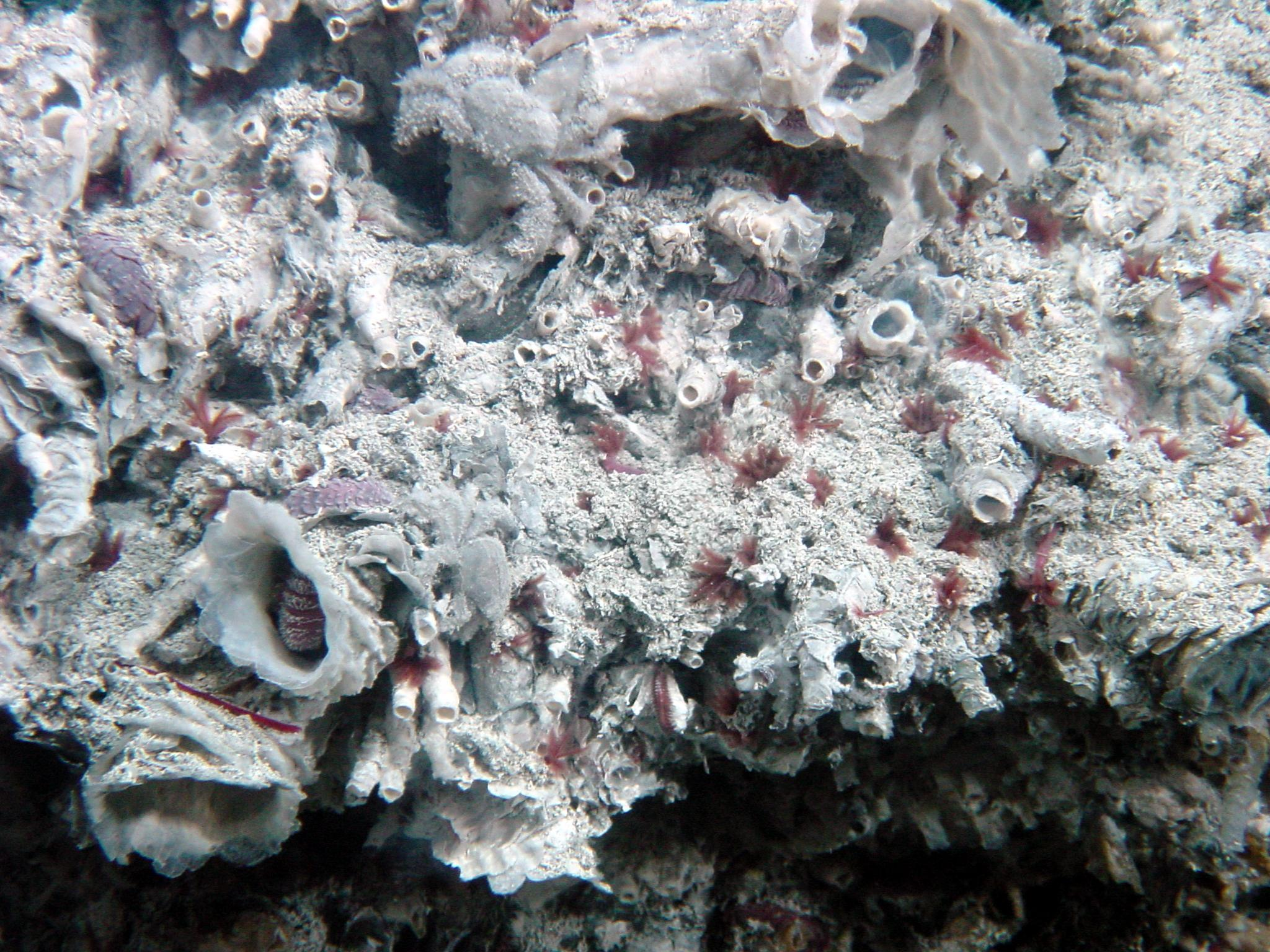
Трубки с Paralvinella grasslei
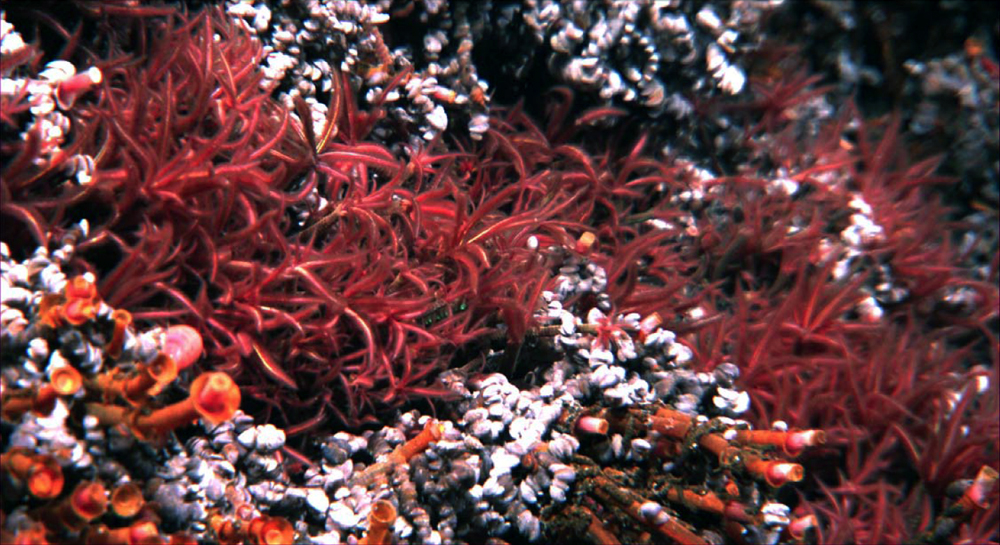
Paralvinella sulfincola

## Систематика
Известно 2 рода и более 10 видов. Семейство Alvinellidae было впервые образовано в 1986 году, а ранее в ранге подсемейства Alvinellinae Desbruyères & Laubier, 1980 входило в состав семейства Ampharetidae.
- Род Alvinella Desbruyères & Laubier, 1980[11]
  - Alvinella caudata Desbruyères & Laubier, 1986[1]
  - Alvinella pompejana Desbruyères & Laubier, 1980[11][12]
- Род Paralvinella Desbruyères & Laubier, 1982[10]
  - Paralvinella bactericola Desbruyères & Laubier, 1991[13]
  - Paralvinella delaDetinova, 1988[14]
  - Paralvinella fijiensis Desbruyères & Laubier, 1993[15]
  - Paralvinella grasslei Desbruyères & Laubier, 1982[10]
  - Paralvinella hessleri Desbruyères & Laubier, 1989[16]
  - Paralvinella mira Han, Zhang, Wang & Zhou, 2021[17]
  - Paralvinella palmiformis Desbruyères & Laubier, 1986[1]
  - Paralvinella pandorae Desbruyères & Laubier, 1986[1]
  - Paralvinella sulfincola Desbruyères & Laubier, 1993[15]
  - Paralvinella unidentata Desbruyères & Laubier, 1993[15]